# Patriot Guard Riders

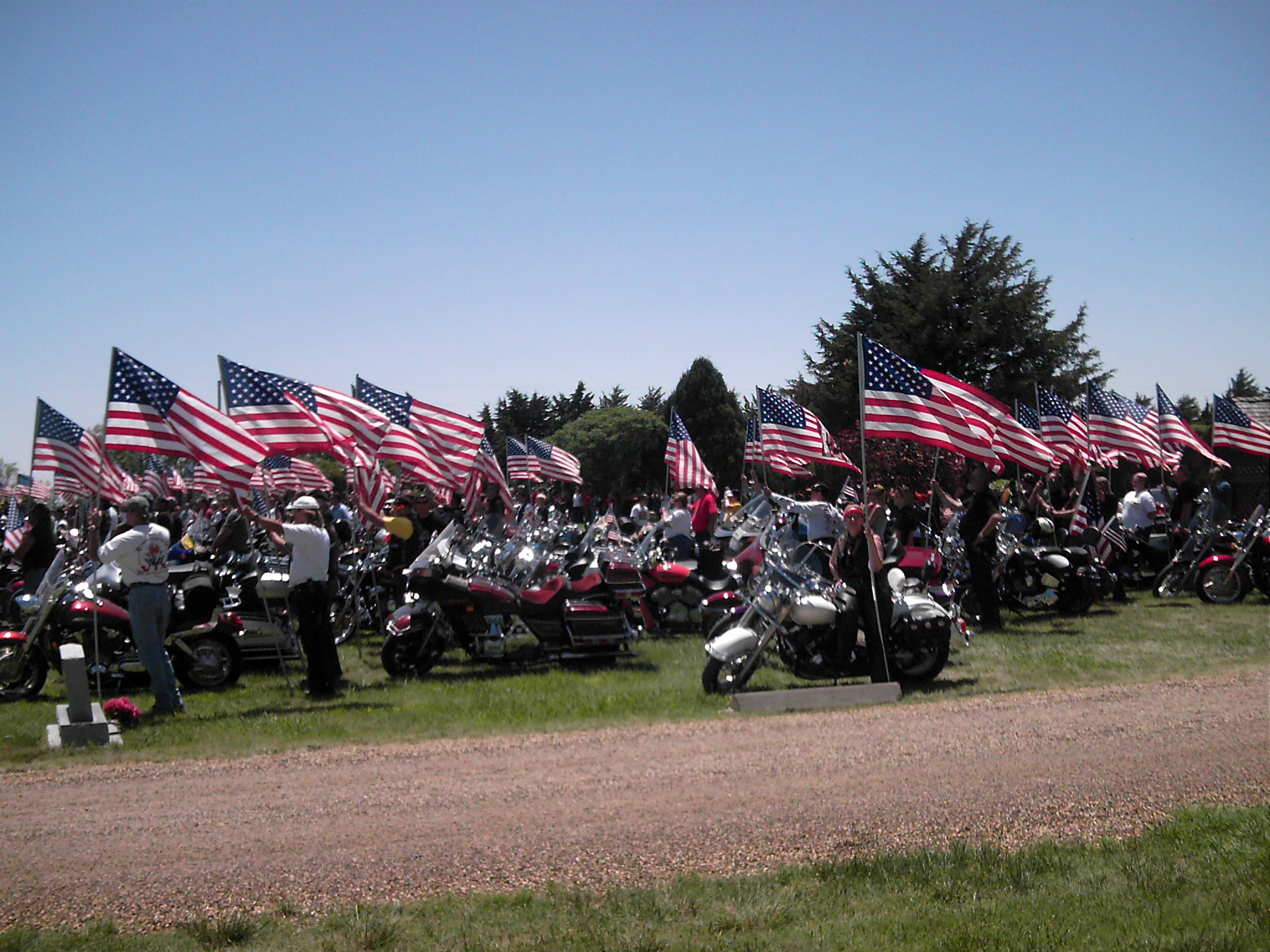

Patriot Guard Riders är en patriotisk organisation i USA som deltar i begravningar av personer ur USA:s väpnade styrkor på inbjudan av de stupades familjer. Trots att organisationen ursprungligen grundades av motorcyklister är den öppen för alla. Det enda kravet är att medlemmarna skall ha respekt för dem som tjänstgör för USA, antingen som militärer, poliser eller brandmän ("a deep respect for those who serve our country; military, firefighters, or law enforcement"). The Patriot Guard Riders grundades i Mulvane i Kansas som American Legion Post 136 2006.
Organisationen grundades ursprungligen för att skydda begravningar från protester av Westboro Baptist Church som anser att dödandet av amerikanska soldater i Irak och Afghanistan är resultatet av USA:s acceptans av homosexualitet. Patriot guard fungerar som en sköld mellan de sörjande och de närvarande medlemmarna från Westboro Baptist Church, antingen genom att använda sina motorcyklar eller att hålla upp amerikanska flaggor. Gruppen överröstar också protesterna genom att sjunga patriotiska sånger eller att varva motorerna.